# John Randolph (actor)
John Randolph (1 de junio de 1915 – 24 de febrero de 2004) fue un actor estadounidense de cine, teatro y televisión.

## Biografía

### Inicios
Su verdadero nombre era Emanuel Hirsch Cohen Randolph, y nació en la ciudad de Nueva York, siendo sus padres unos inmigrantes judíos de origen ruso y rumano. Su madre, Dorothy Shorr, era agente de seguro, y su padre, Louis Cohen, hacía sombreros. En los años 30 pasaba los veranos en el Pine Brook Country Club de Nichols, Connecticut, que era la residencia veraniega de la compañía teatral Group Theatre. Hizo su debut como actor teatral en el circuito de Broadway en 1938 actuando en Coriolano. Randolph sirvió en las Fuerzas Aéreas del Ejército de los Estados Unidos durante la Segunda Guerra Mundial, debutando tras la guerra en el cine con un pequeño papel en la cinta The Naked City (1948).
Él y su esposa, la actriz Sarah Cunningham, fueron incluidos en la lista negra de Hollywood a partir del año 1948. En 1955 ambos fueron llamados a declarar ante el Comité de Actividades Antiestadounidenses para testificar sobre la infiltración comunista en la industria estadounidense del entretenimiento. Los dos rehusaron contestar a las preguntas amparándose en la Quinta Enmienda a la Constitución de los Estados Unidos a fin de no declarar contra ellos mismos.
John y Sarah Randolph fueron muy activos con el SAG-AFTRA y el Actor's Equity, siendo elegidos miembros de las directivas de los sindicatos y vicepresidentes en varias ocasiones a lo largo de sus carreras.

### Carrera
Randolph fue uno de los últimos actores de la lista negra en volver a actuar en el cine. Reinició su actividad cuando el director John Frankenheimer lo eligió para llevar a cabo uno de los principales papeles de Seconds (1966). 
Antes de eso, Randolph actuó en las representaciones originales en Nueva York de las obras teatrales  The Sound of Music, Paint Your Wagon y La visita de la anciana dama. Como actor teatral, en el año 1987 obtuvo el Premio Tony al mejor actor de reparto en una obra de teatro por su actuación en la obra de Neil Simon Destino Broadway. Su último trabajo en Broadway llegó en 1991 con Prelude to a Kiss.
Randolph actuó con papeles de reparto en numerosas producciones cinematográficas y televisivas, siendo por ejemplo el suegro de Donna Pescow en la serie televisiva  Angie.
En los años 70 hizo tres actuaciones como Cornelius "Junior" Harrison en The Bob Newhart Show. En 1974 fue un coronel de la Fuerza Aérea en el episodio de Columbo "Swan Song".  Al año siguiente fue el General Philip Blankenship en el episodio piloto de Mujer Maravilla, aunque fue reemplazado por Richard Eastham en la serie. Tuvo un papel sin crédito como la voz del Fiscal general de los Estados Unidos John N. Mitchell en la cinta de 1976 Todos los hombres del presidente. También fue el juez Julius Waties Waring en "With All Deliberate Speed", un episodio de la miniserie de CBS emitida en 1976 The American Parade. En 1979 actuó como invitado junto a Ed Begley Jr. en la serie MASH.
Randolph también actuó en el telefilm The Gathering, una producción con temática navideña en la cual actuaban Edward Asner y Maureen Stapleton. La producción ganó un Premio Emmy.
En 1982 actuó en un episodio de la primera temporada de la serie Family Ties, encarnando a Jake Keaton. Fue estrella especial invitada en el telefilm emitido en 1986 por ABC The Right of the People, haciendo el papel de Jefe de Policía Hollander. Además, en 1990 fue coprotagonista de la comedia de la NBC Grand.
En el episodio "The Handicap Spot", perteneciente a la cuarta temporada de la sitcom Seinfeld, fue Frank Costanza, padre de George Costanza. Posteriormente fue reemplazado por Jerry Stiller, y en 1995 las escenas rodadas por Randolph fueron reeditadas con Stiller.
Junto a Alec Guinness, Leo McKern, Jeanne Moreau y Lauren Bacall, participó en la producción de la BBC A Foreign Field (1993). Fue el Jefe Sidney Green en Serpico (1973), película dirigida por Sidney Lumet, actuó como el padre de Charlie Partana (interpretado por Jack Nicholson) en El honor de los Prizzi, y fue Clark W. Griswold, Sr. en National Lampoon's Christmas Vacation (con Chevy Chase). Uno de sus últimos papeles cinematográficos fue el de abuelo de Joe Fox en You've Got Mail (1998).
John Randolph falleció el 24 de febrero de 2004 en Hollywood, California, a los 88 años de edad.

## Selección de su filmografía
- 1948 : The Naked City
- 1951 : Catorce horas
- 1964 : Hamlet
- 1966 : Seconds
- 1967 : Sweet Love, Bitter
- 1967 : The Borgia Stick
- 1968 : Pretty Poison
- 1969 : Smith!
- 1969 : Number One
- 1969 : Gaily, Gaily
- 1970 : El día de los tramposos
- 1971 : Little Murders
- 1971 : Escape from the Planet of the Apes
- 1971 : A Death of Innocence
- 1972 : Conquest of the Planet of the Apes
- 1973 : Serpico
- 1974 : Terremoto
- 1975 : Everybody Rides the Carousel
- 1976 : Todos los hombres del presidente
- 1976 : King Kong
- 1977 : The Gathering
- 1978 : El cielo puede esperar
- 1981 : Lovely But Deadly
- 1981 : The Adventures of Nellie Bly
- 1982 : Frances
- 1985 : El honor de los Prizzi
- 1985 : Means and Ends
- 1988 : The Wizard of Loneliness
- 1989 : National Lampoon's Christmas Vacation
- 1990 : Sibling Rivalry
- 1991 : Iron Maze
- 1997 : The Hotel Manor Inn
- 1997 : Here Dies Another Day
- 1998 : A Price Above Rubies
- 1998 : You've Got Mail
- 1999 : The Dogwalker
- 2000 : Sunset Strip
- 2003 : Numb